# Pintor de Andócides

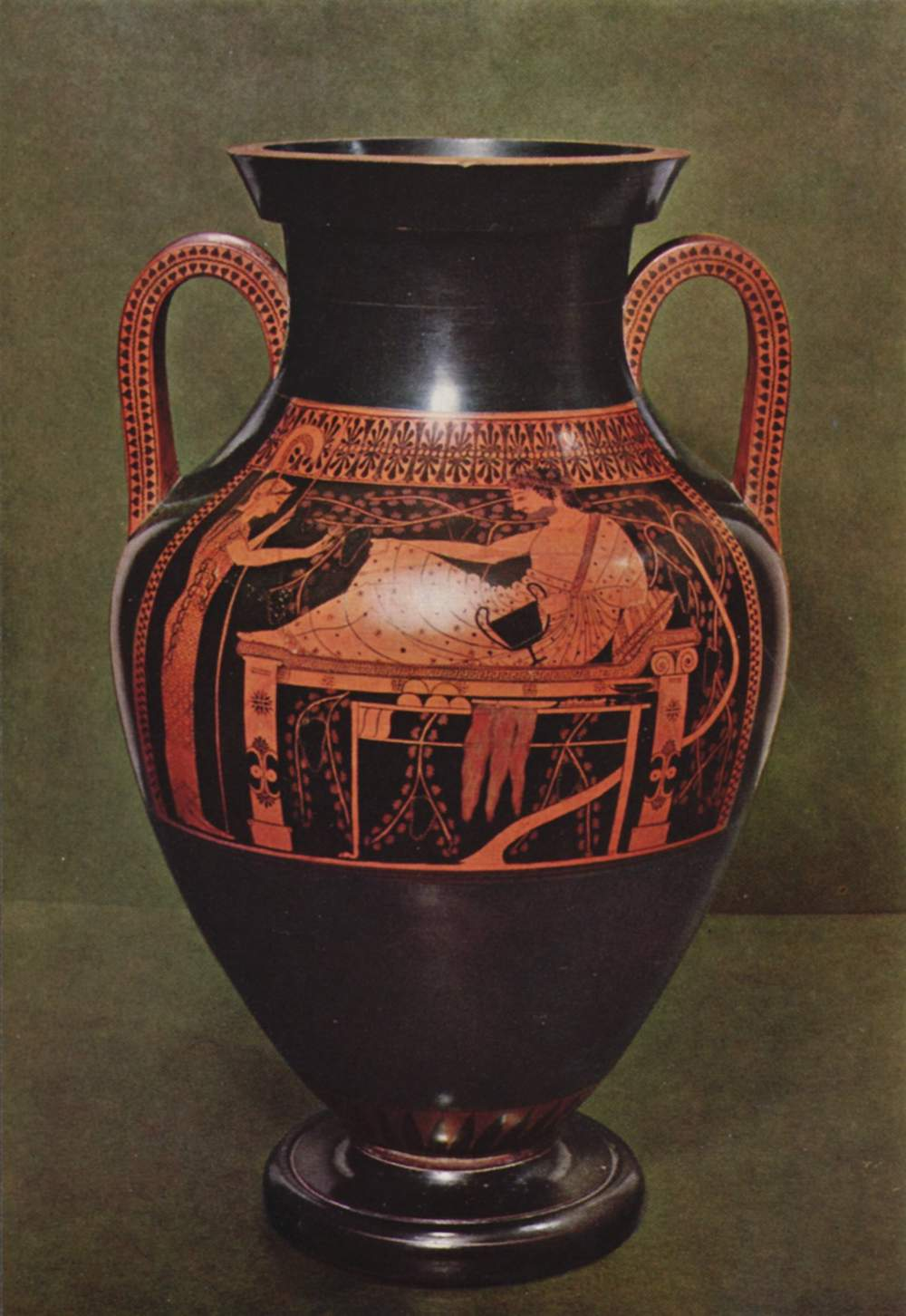
O repouso de Herácles - ânfora do Pintor de Andokides

O Pintor de Andokides foi um pintor de vasos ateniense, que trabalhou entre 535 a 515 a.C. Seu trabalho não é assinado. Acredita-se que ele tenha sido o inventor da pintura em figuras vermelhas. Ele começou a trabalhar quando as figuras negras ainda eram predominantes. Era talvez um aluno de Exéquias, um dos mestres nessa arte. Ele teve a ideia de reverter o processo de fabricação e de cores. Gradualmente, a técnica se espalhou. Em muitos vasos, não somente de sua autoria, mas também de Oltos ou Epictetos, havia figuras negras e vermelhas, indicando uma evolução do processo. Logo depois, vieram outros grandes artistas das figuras vermelhas, tais como Eufrônio. Seus tópicos favoritos eram as lendas mitológicas, em particular de Héracles, sua personagem favorita.